# Ефремова, Домна Федосеевна
Домна Федосеевна Ефре́мова (род. 1936) — советская ткачиха, мастерица-ковровщица.

## Биография
Родилась 3 февраля 1936 года в селе (ныне пгт Решетиловка, Полтавская область, Украина). По семейным обстоятельствам не смогла окончить среднюю школу. Завершала своё образование в вечерней школе рабочей молодёжи (1970), уже работая на Решетиловской фабрике художественных изделий.
В дальнейшем вся её жизнь и творчество были связаны с этим предприятием.

## Награды и премии
- заслуженный мастер народного творчества УССР (1982)
- Государственная премия УССР имени Т. Г. Шевченко (1986) — за высокохудожественное использование народных традиций в произведениях декоративно-прикладного искусства